# Volta a Suïssa 1938
La Volta a Suïssa 1938 és la 6a edició de la Volta a Suïssa. Aquesta edició es disputà del 6 al 14 d'agost de 1938, amb un recorregut de 1.683,4 km distribuïts en 8 etapes. Per primera vegada l'inici i final de la cursa no es feu a Zúric, sinó a Berna.
El vencedor final fou l'italià Giovanni Valetti, seguit pel Luxemburguès Arsène Mersch i el també italià Severino Canavesi. Valetti també guanyà la classificació de la muntanya, mentre Itàlia fou el millor equip.

## Etapes
| Etapa | Data       | Recorregut            | Km    | Vencedor d'etapa        | Líder de la general     |
| ----- | ---------- | --------------------- | ----- | ----------------------- | ----------------------- |
| 1ª    | 6 d'agost  | Berna - Schaffhausen  | 270,3 | Arsène Mersch (LUX)     | Arsène Mersch (LUX)     |
| 2ª    | 7 d'agost  | Schaffhausen - Coira  | 227   | Hans Martin (SUI)       | Arsène Mersch (LUX)     |
| 3ª    | 8 d'agost  | Coira - Bellinzona    | 127   | Giovanni Valetti (ITA)  | Severino Canavesi (ITA) |
| 4ª    | 9 d'agost  | Bellinzona - Sierre   | 198,1 | Giovanni Valetti (ITA)  | Giovanni Valetti (ITA)  |
| 5ª    | 11 d'agost | Sierre - Friburg      | 186,6 | Robert Zimmermann (SUI) | Giovanni Valetti (ITA)  |
| 6ª    | 12 d'agost | Friburg - Ginebra     | 183,3 | Frans Demondt (BEL)     | Giovanni Valetti (ITA)  |
| 7ª    | 13 d'agost | Ginebra - Biel/Bienne | 219,1 | François Neuens (LUX)   | Giovanni Valetti (ITA)  |
| 8ª    | 14 d'agost | Biel/Bienne - Berna   | 272   | Theo Perret (SUI)       | Giovanni Valetti (ITA)  |

## Classificació final
|    | Ciclista                | Equip     | Temps       |
| -- | ----------------------- | --------- | ----------- |
| 1  | Giovanni Valetti (ITA)  | Itàlia    | 48h 12' 16" |
| 2  | Arsène Mersch (LUX)     | Luxemburg | + 12' 44"   |
| 3  | Severino Canavesi (ITA) | Itàlia    | + 16' 20"   |
| 4  | Werner Buchwalder (SUI) | Suïssa    | + 17' 07"   |
| 5  | Leo Amberg (SUI)        | Suïssa    | + 18' 10"   |
| 6  | Robert Zimmermann (SUI) | Suïssa    | + 20' 07"   |
| 7  | Cesare del Cancia (ITA) | Itàlia    | + 20' 58"   |
| 8  | Ezio Cecchi (ITA)       | Itàlia    | + 26' 39"   |
| 9  | Albert Hendrickx (BEL)  | Bèlgica   | + 33' 26"   |
| 10 | Edgar Buchwalder (SUI)  | Suïssa    | + 34' 29"   |